# Oxfordská ustanovení
Oxfordská ustanovení vytvořila roku 1258 skupina baronů vedená Simonem de Montfort. Tento dokument je často považován za první psanou verzi anglické ústavy. Tato ustanovení přinutila krále Jindřicha III. přijmout novou formu vlády, kde moc byla soustředěna do 15členné rady, která dohlížela na ministry, místní úřednictvo a posádky královských hradů. Jednání parlamentu se měla pravidelně konat třikrát ročně tak, aby mohl kontrolovat činnost rady. Význam tohoto dokumentu spočívá v tom, že anglický panovník byl přinucen uznat práva a pravomoci parlamentu.
Písemné potvrzení této dohody bylo odesláno všem šerifům všech anglických hrabství v jazyce latinském, francouzském a, co je důležité, i ve středoanglickém. Použití anglického jazyka bylo symbolem anglikanizace správy Anglie na rozdíl od pofrancouzštění v letech předchozích. Oxfordská ustanovení byla prvním vládním dokumentem psaným v anglickém jazyce od ovládnutí Anglie Normany, ke kterému došlo cca 200 let předtím. 
Oxfordská ustanovení byla následující rok nahrazena Westminsterskými ustanoveními. Tato ustanovení byla Jindřichem, za podpory papežské buly, roku 1261 odmítnuta. To vedlo k vypuknutí druhé války baronů (1263–1267), ve které zvítězil král. Roku 1266 byla ještě dodatečně anulována dokumentem Dictum of Kenilworth.